# Ґречність

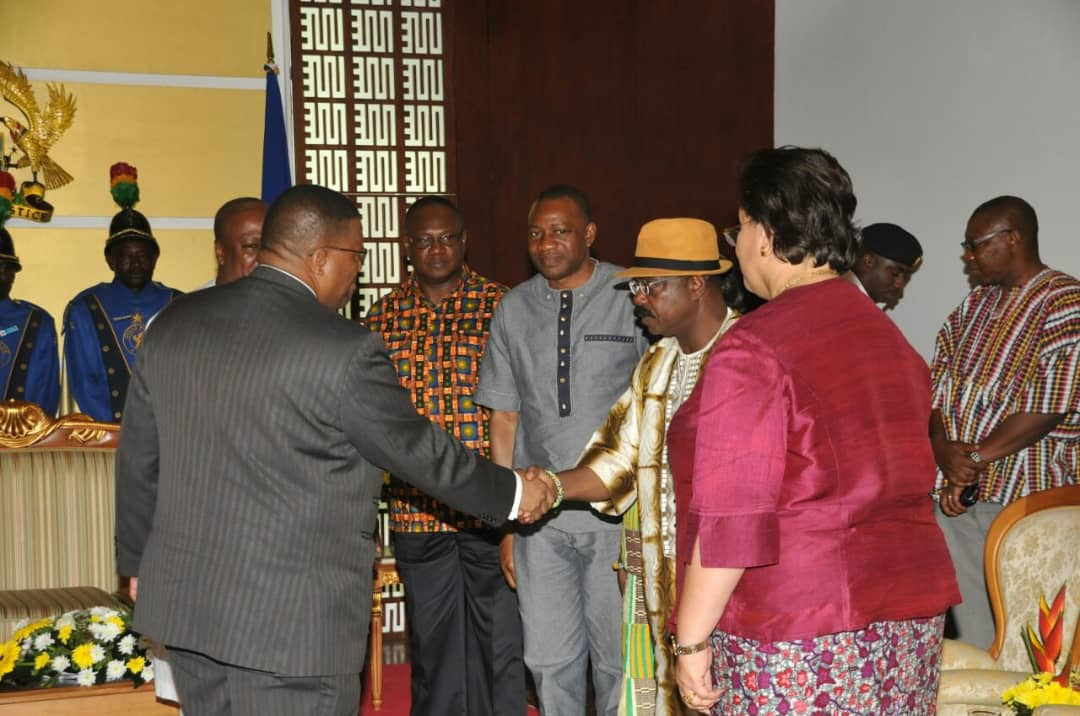
Прояв ґречності

Ґречність (англ. courtesy від слова courteis, з XII ст.) — лагідна ввічливість і придворні манери. У середні віки в Європі поведінка, яка очікувалася від знаті, була зібрана в книгах ввічливості.

## Історія
Пік європейської придворної культури припав на пізнє середньовіччя та період бароко (тобто приблизно чотири століття, що охоплюють 1300—1700 рр.).
Найстаріші книги ввічливості датуються XIII століттям, але впливовим жанром вони стають у XVI столітті; найвпливовішою з них є Книга придворного (італ. Il Cortegiano, 1508), яка не лише охоплювала основні правила етикету і пристойності, але й надавала зразки витонченої розмови та інтелектуальної майстерності.
Королівські двори Європи зберігалися до XVIII століття (і певною мірою до наших днів), але у XVIII столітті поняття ґречності було замінено поняттям галантності, яке відноситься до ідеалу, що підкреслює прояв ураженої чутливості і контрастує з ідеалами самозречення та гідної серйозності, які були нормою бароко. У період пізнього середньовіччя та раннього модерну клас буржуазії мав тенденцію наслідувати придворний етикет вищого класу. Це змінилося в XIX столітті, після закінчення наполеонівських війн, з появою середнього класу з власним набором буржуазного етикету, який, у свою чергу, висміювався в класистській теорії марксизму як дрібна буржуазія.
Аналогічна концепція в придворній культурі середньовічної Індії була відома під санскритським терміном dakṣiṇya, що буквально означає «правша», але як і в англійському слові англ. dexterity, має переносне значення «спритний, розумний, відповідний» і тлумачиться як «лагідність та уважність, виражені витонченим і елегантним чином».